# Champlan
Champlan é uma comuna francesa, localizada a 18 km a sudoeste de Paris, no departamento de Essonne na região da Ilha de França.
Partição do domínio de Palaiseau, pertencente à casa de Condé até a Revolução, Champlan agora é uma pequena vila, mas totalmente integrada à aglomeração de Paris, no território fragmentado por eixos de comunicação terrestres e aéreos. Local de descanso no século XIX, do qual permanecem ricas mansões, comuna agrícola até a década de 1970, Champlan ainda mantém o seu caráter rural, nas imediações da capital, o que permite ao município de reivindicar o slogan "Champlan, pré de Paris" ("Champlan, prado de Paris").
Seus habitantes são chamados de Champlanais.

## Geografia

### Transportes e comunicações
A comuna é atravessada por três eixos viários ou ferroviários importantes para a região, no entanto, nenhum é diretamente acessível. No extremo nordeste da cidade há o trevo entre a estrada A10 e a estrada nacional 20. A primeira continua o seu caminho rumo a oeste atravessando o norte do território da comuna, a segunda cruza a parte leste a seguir o seu caminho para o sul. A oeste da comuna passa a estrada departamental 188 que assegura uma ligação entre Massy, o parc d'activités de Courtabœuf e Les Ulis. No centro, a comuna é atravessada de leste a oeste pela estrada departamental 117, antiga estrada de Versalhes a Corbeil-Essonnes. Terceiro eixo de importância regional, a linha da Grande Ceinture, hoje emprestada pela linha C do RER, forma uma curva de norte ao leste em seu trajeto entre Massy e Longjumeau, sem que alguma estação esteja presente em Champlan.
A poucos metros da fronteira com Longjumeau se localiza a Estação de Longjumeau servida pela linha C do RER, a dois quilômetros ao noroeste está situada a Estação de Massy TGV e a Estação de Massy - Palaiseau, permitindo a interconexão com a linha B do RER.
Uma rede de ônibus fornece o transporte escolar, um ônibus presta serviço para o centro comercial Villebon 2 para as pessoas sem veículo a cada última sexta-feira do mês. A linha de ônibus RATP 199 atravessa a comuna seguindo a estrada de Versalhes a Corbeil e dispõe de cinco paradas.
O Aeroporto Paris-Orly está localizado a apenas sete quilômetros a nordeste da comuna, Champlan está localizada no eixo do corredor aéreo das pistas 3 e 4. A comuna também está localizada a trinta e nove quilômetros do Aeroporto Paris-Charles-de-Gaulle e treze quilômetros a sudoeste do Aeroporto de Toussus-le-Noble especializado em aviação de turismo e negócios.

## Toponímia
O nome da cidade é atestada na forma Pladanum e Campus Pladani em 670, Campiplatum em 863 (carta de Carlos II o Calvo), Champelant no século XI (títulos de propriedade do priorado de Longpont), Champlant em 1151, Campus planus em 1218, Campiplantum no século XIII, E. de Campis plantu em 1458, Campi planctus no século XVI, Champlan no século XVIII (Carta de Cassini).
É uma formação toponímica medieval em Champ- (galo-romano CAMPU, do latim campus "campo"), pela qual a identificação do segundo elemento -plan sugere problema.
Albert Dauzat e Charles Rostaing aproximam esse topônimo de Champlain, mas não cita qualquer forma antiga. Eles consideram o segundo elemento -plan como obscuro e evocam sem convicção o adjetivo latino planus (compreender o galo-romano PLANU) e o francês antigo plain "na planície". Ernest Nègre que não menciona mais a forma antiga, sua ação não segue, sublinhando que é o termo de oïl champ, seguido de plan "plano", que é a modernização de plain.
As formas mais antigas se opõem no entanto a tais interpretações. O primeiro Campus Pladani sugere um "campo de plátanos", o [t] regularmente se tornou [d] no intervocálico, depois se diminuiu no francês antigo, onde -plan (plane sendo o antigo nome do platane que é mantido em inglês). O segundo Campiplatum é o resultado de uma confusão com o latim - platum "plano", mas não pode ser por razões fonética, a etimologia de plan, de fato o n regular em outras formas antigas e na forma moderna se opõe, é portanto uma má latinização. A forma Champlant do século XI segue mostrando uma atração da palavra plant "planta" verbal de planter "plantar", onde a forma moderna plan resulta de uma confusão com plan "plano".

## História

### Origem
O sítio de Champlan está ocupado de maneira atestada desde 500 a.C. pelos povos gauleses e principalmente os Parisii, ocupação reforçada com a construção de um oppidum galo-romano. Os restos do Neolítico foram descobertos durante as escavações de arqueologia preventiva em 1967, incluindo um habitat de la Tène III.
A primeira menção do nome Campiplatum é citado em uma carta de Carlos II o Calvo em 863.

### Vila dependente

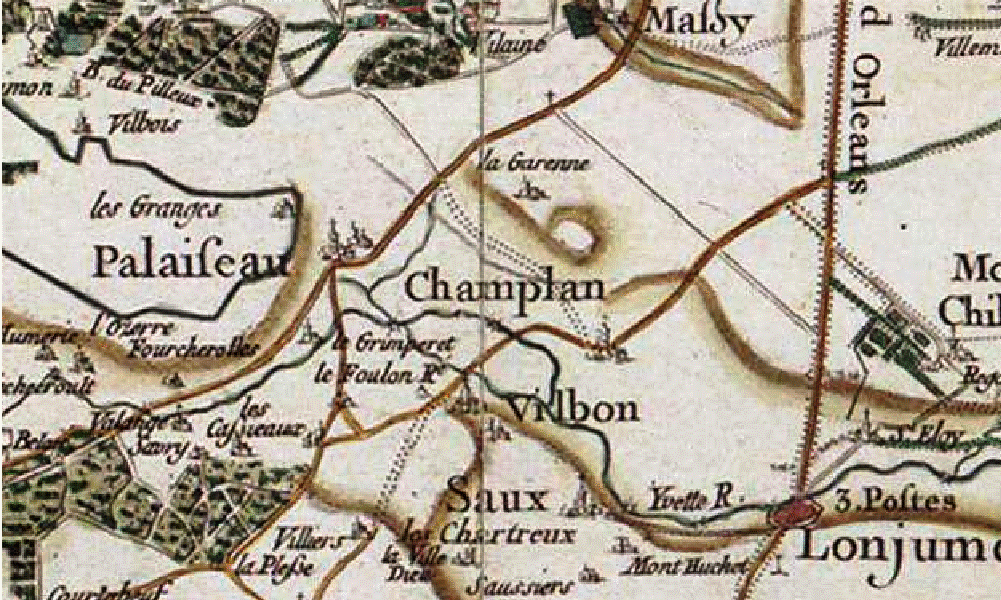
Mapa de "Champlan", de acordo com Cassini.

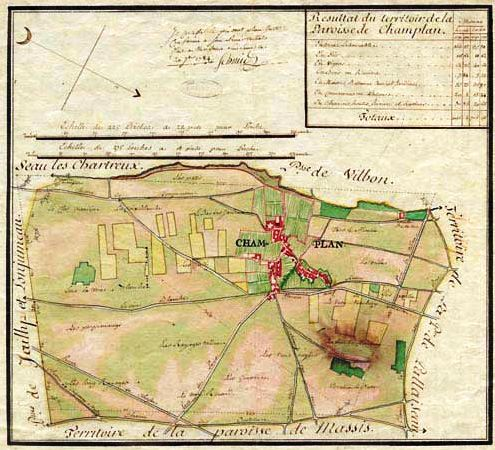
Plano de intendência da paróquia de Champlan em 1784.

No século XII, a vila foi atribuída aos monges beneditinos de Longpont, anexa à abadia de Saint-Germain-des-Prés. Essa doação foi confirmada por uma bula do Papa Eugênio III em 1151. Depois de ter construído a igreja, os religiosos se implantaram um pouco mais em 1324 pela compra da mansão na proximidade, antes que o domínio não fosse integrado à châtellenie de Montlhéry dependente da preboste de Paris.
Em 1577, por seu casamento com Catherine des Ursins, Claude d'Harville tornou-se senhor de Palaiseau e de Champlan. Em 1636, seu pequeno filho François des Ursins d'Harville era ainda senhor de Champlan. Em 1652, durante a Fronda, as tropas reais comandadas pelo marechal de Turenne acamparam em Champlan, mas saquearam a vila e a igreja. Em 1687, Michel Chamillart, futuro controlador geral das finanças e secretário de Estado de Luís XIV, se instalou em uma casa na vila.
Em 1701, com a morte de François d'Harville sem descendência masculina, o domínio, sempre ligado a Palaiseau, voltou para o seu genro Nicolas-Simon Arnauld de Pomponne, o filho do diplomata Simon Arnauld de Pomponne. Em 1758, o imóvel foi vendido por seus netos para o rei Luís XV. Mas em 15 de outubro de 1760, o rei se aproveitando da sucessão de mademoiselle de Sens trocou as terras de Palaiseau e Champlan contra o condado de Charolês. Ela tinha oferecido o mobiliário de madeira da igreja. Em 1765, é o Príncipe de Bourbon-Condé que herdou os dois domínios, que conservou até a Revolução. Em 1768 foi construída a primeira escola na vila.

### História moderna
Em 1793, a escritora Sophie Cottin se estabeleceu na comuna. Depois de passar pelas mãos de Georges Ribot (filho do acadêmico e senador do Pas-de-Calais Alexandre Ribot), os restos de Bonneval, foi vendida em 1828 para Jean-Bernard Baradère, conselheiro de Estado. Durante a guerra de 1870, os Prussianos ocuparam o território e pilharam a vila. A comuna se equipa de um lavatório, depois no início do século XX de uma prefeitura.
No início do século passado, a linha da grande ceinture de Paris cortou o território em dois, rapidamente juntadas entre 1970 e 1972 pela estrada A10 , para o norte. Em 1968 de O primeiro parâmetro é necessário, mas foi fornecido incorretamente! de 1, após a dissolução do Sena e Oise, Champlan foi incorporada no novo departamento do Essonne e abandonou seu antigo código postal, o 78136. Entre 1969 e 1970 foi construída a residência HLM experimental "Toit et Joie". Em 1976, a comuna adquiriu a propriedade Chamillart-Gravelin para torná-la um parque público e uma sala polivalente.
Em 2007, a comuna integrou à Comunidade de aglomeração Europ'Essonne.

## Cultura e patrimônio

### Personalidades ligadas à comuna
Várias figuras públicas, nasceram, morreram ou viveram em Champlan :
- Louise-Anne de Bourbon-Condé, conhecida como Mademoiselle de Sens (1695-1758) foi uma senhora de Champlan.
- Luís V José de Bourbon-Condé (1736-1818) foi senhor de Champlan.
- Sophie Cottin (1773-1807), escritora, viveu ali.

### Champlan nas artes e cultura
- Um demônio está esculpido no pilar de apoio do púlpito, o que resta da igreja do século Predefinição:S-.[8]
- O champlanais tem o apelido de "mangeux d'ânes" ("comedores de asnos"). O asno ou a mula, são considerados pelos antigos como o animal mascote da vila.
- Champlan é um nome normalmente usado para se referir a localidades. É um povoado da vila de Pruno em Alta Córsega, da comuna de Grimisuat na Suíça, das comunas de Chambave, Aymavilles, e Ayas na Itália.
- Com cerca de 520 000 veículos por dia nas estradas avizinhantes, quatrocentos movimentos aéreos engendrados pela proximidade do Aeroporto Paris-Orly, duas usinas de incineração nas comunas limítrofes, várias linhas de alta tensão atravessando o território, Champlan herdou o título pouco invejoso de "vila mais poluída da Ilha de França".[9]
- Champlan, e mais precisamente a localidade de Champarts tem servido de local de filmagem do filme de Robert Enrico Les Aventuriers lançado em 1967.[10]